# Tchetchelnyk
Tchetchelnyk (transcription de l'ukrainien Чечельни́к) ou Tchetchelnik (transcription du russe Чечельни́к) (anciennement Chichelnik, autres graphies Chetschelnik, Chitchilnik, Cicelnic, Czeczelnik, Tschetschelnik)[réf. nécessaire] est une commune urbaine sur la rivière Savranka, dans l'oblast de Vinnytsia, en Ukraine.
Proche de l'oblast d'Odessa, Tchetchelnyk est le centre administratif du raïon du même nom. En 2015, sa population est estimée à 5 132 habitants.

## Histoire
Tchetchelnyk est fondée « comme un refuge contre les Tatars et les seigneurs » au début du XVIe siècle et obtient le statut de ville en 1635.
Appartenant à l'ancienne province de Podolie, elle est annexée par la Russie en 1795 lors du deuxième partage de la Pologne. Elle devient un chef-lieu de district et est rebaptisée Olgopol (« ville d'Olga ») en l'honneur de la princesse Olga Pavlovna (1792-1795), petite-fille de l'impératrice. En 1812, le chef-lieu et le nom sont transférés à une localité proche, Rogozka (actuelle Olhopil (en)), et Tchetchelnyk reprend son ancien nom.
En 1898, la population était de 7 000 habitants, dont 1 967 Juifs. Comme le reste de la Podolie, la  ville a terriblement souffert lors de la révolution russe : pendant l'été 1920, « la contre-révolution met en effervescence le sud de la Podolie, et le comté d'Olgopol, où se trouve Tchetchelnyk, est la zone la plus instable de la région ».

## Économie
L'économie est basée sur l'industrie alimentaire, en particulier de la production d'alcool.

## Personnalités
La romancière brésilienne Clarice Lispector est née dans la ville le 10 décembre 1920, au cours d'une pause de sa famille qui fuyait la Russie.